# Brug van de Vlaamse Poort
De Brug van de Vlaamse Poort (Frans: Pont de la Porte de Flandre) is een liggerbrug over het Kanaal Charleroi-Brussel op de grens van de Brusselse gemeenten Sint-Jans-Molenbeek en Brussel. De brug is een deel van de N9, die Brussel met Brugge verbindt, bij de aansluiting met de Kleine Ring van Brussel (R20).
De brug werd gebouwd in 1942 en heeft een grootste overspanning van 25,4 m over het kanaal en twee kleine overspanningen over het oostelijke kelderlandhoofd. De totale lengte bedraagt 38,9 m, de breedte bedraagt 25 m.
De Brug van de Vlaamse Poort heeft een doorvaarthoogte van 4,3 m.
De brug is genoemd naar de Vlaamsepoort, een van de historische stadspoorten in de tweede omwalling van Brussel.